# Trevesia tomentella
Trevesia tomentella là một loài thực vật có hoa trong Họ Cuồng. Loài này được Craib miêu tả khoa học đầu tiên năm 1930.